# Richard Laming
Richard Laming (1798 - 3 de mayo de 1879) fue un cirujano, filósofo, inventor, químico e industrial británico.
No existen datos seguros sobre sus orígenes, aunque se cree que nació en Margate (Inglaterra) el 17 de agosto de 1799. En 1825 se convirtió en miembro de los Royal Colleges of Surgeons of Great Britain and Ireland y estableció su consulta en Londres.
Laming se interesó por la teoría de la electricidad, y entre 1838 y 1851 publicó una serie de artículos en los que especulaba sobre la composición de los átomos. Fue uno de los primeros en defender que existían partículas subatómicas de carga unitaria, y sugirió que el átomo constaba de un núcleo rodeado de capas concéntricas de estas partículas eléctricas. También creía que dichas partículas podían añadirse o sustraerse de un átomo, cambiando así su carga eléctrica.
En 1842 abandonó la práctica de la medicina.
Alrededor de 1844 sugirió un mecanismo que explica los aislantes imaginando un átomo en el que el núcleo está rodeado de una «perfecta capa esférica externa» de partículas eléctricas. Laming supone que se producen reacciones químicas cuando dos átomos comparten su carga eléctrica. No obstante, sus hipótesis no estaban apoyadas por la experimentación, por lo que despiertan muy poco interés en la Royal Society.
En 1848 se instala en París, donde vivirá durante una década. Sus ideas no atraen mucha atención y se le considera un excéntrico. A su regreso a Inglaterra, se interesa por la química y comienza a trabajar en la industria del carbón y del gas de hulla o gas de alumbrado.
A lo largo de su carrera, Laming solicitó varias patentes:
- 1844, para mejoras en la purificación y uso del amoníaco.[3]
- 1847, para un recuperador de calor en continuo hecho de tubos de hierro, el dispositivo más antiguo que se conoce.[4]
- 1850, por mejoras en la manufactura del gas de alumbrado[5] y otros usos de dicho gas.
- 1850, por el llamado proceso Laming, un método para eliminar el ácido sulfhídrico y el dióxido de carbono del gas de alumbrado.[6]
- 1861, por mejoras en la manufactura de carbonatos alcalinos.[7]

Parece ser que en la década de 1860 se interesó por el telégrafo, ya que solicitó dos patentes para mejoras en dichos aparatos. Se retiró alrededor de 1865 y se instaló en la costa sur de Inglaterra. Murió el 3 de mayo de 1879 en Arundel (Sussex). Se casó en dos ocasiones y tuvo al menos dos hijos.